# Cristiana Frixione
María Cristiana Frixione Mendoza (Managua, 20 de febrero de 1984) es una modelo nicaragüense. Cristiana Frixione fue coronada como Miss Nicaragua en el 2006, en la que fue celebrado en el Teatro Nacional Rubén Darío en Managua. Ella también representó a Nicaragua en el concurso de Miss Universo 2006, Frixione también fue coronada como World Miss University en el 2006.

## Biografía
Cristiana Frixione nació en Managua, el 20 de febrero de 1984. La familia de Frixione consiste en su padre y su madre, una hermana y un hermano que falleció en el 2002, ella es la más joven de todos sus hermanos. Cristiana Frixione es descendiente de italianos ya que su padre era de Génova, Italia. Ella fue a la  Universidad Americana y se graduó de administración de empresas con honores cum laude. Antes que Frixione, fuese coronada como Miss Nicaragua, ella trabajó como maestra de inglés para enseñarle a niños. A ella le gustan mucho los deportes, especialmente jugar fútbol y baloncesto, e incluso le habían dado una oferta para convertirse en una boxeadora profesional.
Actualmente se dedica a la vida empresaria y madre de familia.

## Concursos

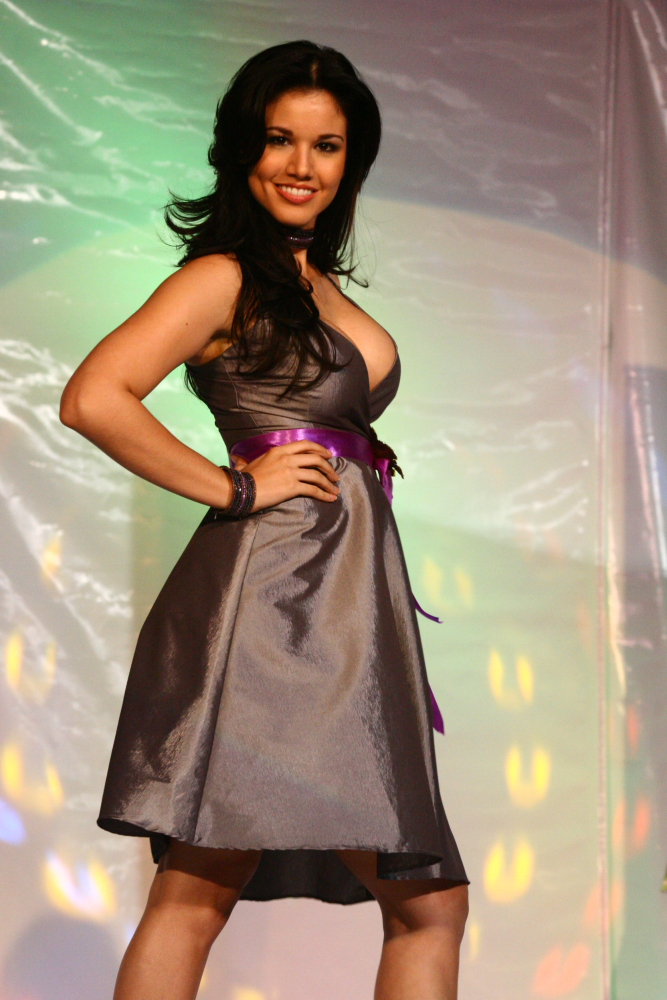
Cristiana Frixione en una pasarela en Managua.

### Carnaval
Frixione fue coronada como "Reina del Carnaval" en 2004 y en el Carnaval anual "Alegría por la Vida" hecho en Managua, Nicaragua.

### Miss Nicaragua
Cristiana Frixione fue coronada como Miss Nicaragua 2006 en la cual ganó los premios del Mejor Cabello, Mejor Rostro, Mejor Figura, y el premio a la Mejor Entrevista. Cristiana también recibió $1,800 al igual que un automóvil, cortesía de INTUR.

### Miss Universo 2006
Durante el certamen de Miss Universo ella no figuró entre las cuartofinalistas.

### World Miss University 2006
En el 2006 ella fue coronada como World Miss University.

### Miss Italia nel Mondo 2007
En el 2007 Frixione compitió en Miss Italia en el Mundo en Italia, un concurso para las mujeres de todo el mundo que son descendientes de italianos. Cristiana Frixione terminó como primera finalista.

## Frases
Nicaragua es un paraíso en el corazón de América. Es la tierra de lagos y volcanes. Mi país esta lleno de hospitalidad, con gente amable que te abre las puertas de su casa para que te sientas especial. Nicaragua no es solo conocido por su cultura, recursos naturales, historia, ciudades y gente, es también conocida por su felicidad y porque Nicaragua es un país con corazón.".